# Dmitrij Kniażewicz
Dmitrij Maksimowicz Kniażewicz (ros. Дмитрий Максимович Княжевич, ur. 21 czerwca 1874, zm. w 1918) – szpadzista i florecista reprezentujący Rosję, uczestnik igrzysk w Sztokholmie w 1912 roku, gdzie wystartował w indywidualnym turnieju florecistów oraz w drużynowym turnieju szpadzistów.

## Biografia
Pochodził z rodziny o serbskich korzeniach. Brał udział w wojnie rosyjsko-japońskiej, a następnie w I wojnie światowej, gdzie dosłużył się stopnia generała-majora. Zginął podczas wojny domowej w Rosji walcząc przeciwko bolszewikom.